# Скотома
Ското́ма (от греч. σκότος — «темнота») — участок полного (абсолютная скотома) или частичного (относительная скотома) выпадения поля зрения, не связанный с его периферическими границами.

## Этиология
Наиболее распространённые причины возникновения скотомы:
- начальные стадии глаукомы;
- демиелинизирующие заболевания, в том числе, рассеянный склероз (ретробульбарный неврит);
- повреждение нервных волокон сетчатой оболочки глаза, возникающее в результате артериальной гипертензии, воздействия токсичных веществ (например метилового спирта, хинина);
- локальная пороговая и сверхпороговая лазерная коагуляция сетчатки;
- локальный хориоретинит;
- дефицит питательных веществ и микротромбоз сосудов в сетчатке или развитие атрофии зрительного нерва,
- мерцательная скотома является общей визуальной аурой мигрени[4].

Менее распространённые, но не менее важные для диагностики скотомы (иногда носят обратимый характер и исчезают после оперативного лечения), развивающиеся в результате сдавления и нарушения кровоснабжения области перекрёста зрительных нервов растущими новообразованиями гипофиза. Обычно являются двусторонними (в отличие от одиночного сдавления одного из зрительных нервов) — так называемая битемпоральная парацентральная скотома, а позже, по мере роста опухоли, скотомы распространяются на периферию с развитием характерных изменений — битемпоральная гемианопсия. Данный тип дефекта поля зрения, как правило, очевиден для человека, испытывающего его, но зачастую остаётся нераспознанным на этапе ранней диагностики при беглом клиническом обследовании и даже может ускользать от сложных электронных режимов оценки полей зрения.
У беременных женщин скотома может явиться симптомом развивающейся преэклампсии.
Кроме того, скотома может развиться в результате повышения внутричерепного давления, в результате злокачественной гипертензии.

## Классификация
Различают:
- физиологическую скотому — слепое пятно, образованное на сетчатой оболочке глаза диском зрительного нерва, не имеющего световоспринимающих элементов (палочек и колбочек) и существующее в поле зрения каждого здорового глаза и
- патологическую скотому — диагностический признак ряда заболеваний (хориоретинит, отслойка сетчатки, неврит зрительного нерва, атрофия зрительного нерва, дегенерация макулы, глаукома, мигренозная невралгия и так далее):
  - положительная скотома — воспринимается пациентом как тёмное пятно;
  - отрицательная (или субъективно не ощущаемая) — выявляется только при специальном исследовании;
  - мерцательная скотома — ощущается мерцание по контуру, длящееся обычно 20—30 мин, часто сопровождается стойкой головной болью, тошнотой, рвотой.

## Иллюстрации

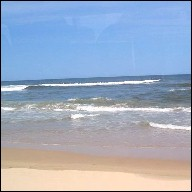
Так видит здоровый человек
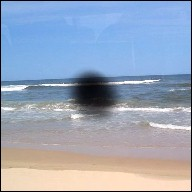
Центральная положительная скотома, развившаяся в результате старческой макулопатии
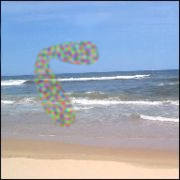
Мерцательная скотома, может быть вызвана распространяющимся угнетением коры головного мозга
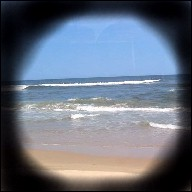
Неполное сдавление перекрёста зрительных нервов со всех сторон ведёт к концентрическому сужению полей зрения

## Лечение
Лечение прежде всего направлено на коррекцию основного заболевания.

## Прогноз
В зависимости от этиологических причин варьируется от благоприятного до неблагоприятного (слепота).

## Профилактика
Регулярное обследование у офтальмолога (диспансеризация) лиц с заболеваниями, способствующими развитию скотом. Своевременное обращение за медицинской помощью при самостоятельном обнаружении нарушений полей зрения.